# Tau Sagittarii
Tau Sagittarii (40 Sagittarii) é uma estrela na direção da constelação de Sagittarius. Possui uma ascensão reta de 19h 06m 56.44s e uma declinação de −27° 40′ 11.3″. Sua magnitude aparente é igual a 3.32. Considerando sua distância de 120 anos-luz em relação à Terra, sua magnitude absoluta é igual a 0.48. Pertence à classe espectral K1/K2III.